# Ekwatoria

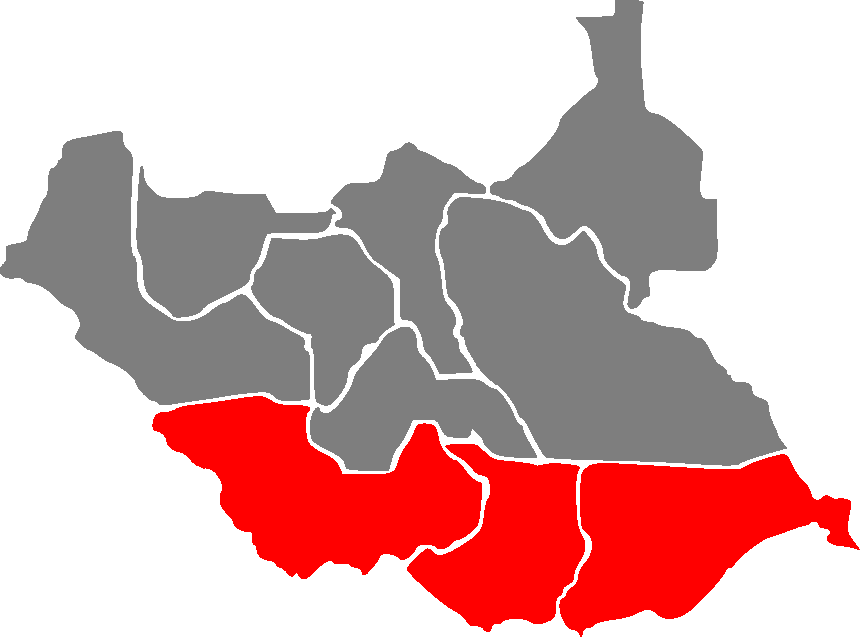
Ekwatoria na mapie Sudanu Południowego

Ekwatoria (arab. الاستوائية = al-Istiwa'ijja) – region w Sudanie Południowym, dawna prowincja za rządów Brytyjczyków. W 1948 roku odłączył się od niej stan Bahr al-Ghazal, a w 1976 roku Ekwatoria została podzielona na dwa kolejne stany: Ekwatoria Wschodnia i Ekwatoria Zachodnia, a w 1994 roku od Ekwatorii Wschodniej odłączyła się Ekwatoria Środkowa.